# Punakha Dzong

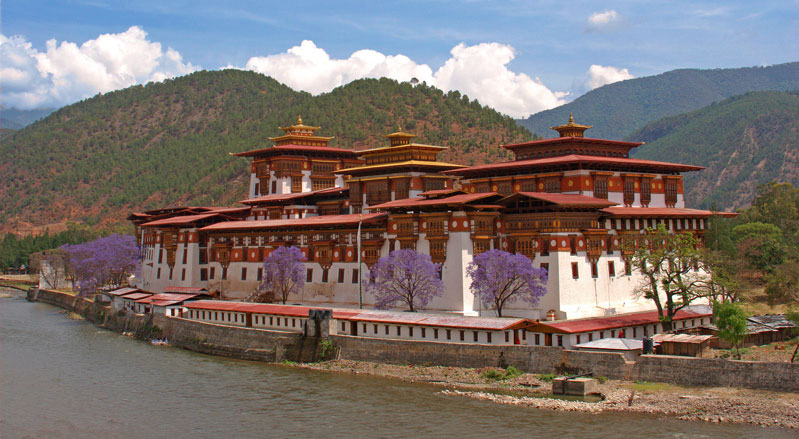
Punakha Dzong

Punakha Dzong, também chamado Pungtang Dechen Photrang Dzong (significando "o palácio da grande felicidade") é uma antiga fortaleza monástica e o centro administrativo do distrito de Punakha, no Butão. O palácio foi construído no século XVII, entre 1637 e 1638.
- https://web.archive.org/web/20130604173629/http://www.bhutan2008.bt/en/node/359